# Hypolimnus pedderensis
Il lombrico del Lago Pedder (Hypolimnus pedderensis Jamieson, 1974) era una specie di lombrico nella famiglia Megascolecidae, unica specie nota del genere Hypolimnus.

Era una specie endemica del Lago Pedder, locato nel sud-ovest della Tasmania.

## Ecologia
Il lombrico del lago Pedder si nutriva principalmente di microbi e alghe trovate sulle particelle di sabbia. Si era notato come le loro abitudini alimentari avessero un notevole impatto sulle sponde del lago, in quanto le particelle da cui prelevavano i nutrienti si depositavano sulla superficie del terreno sotto forma di rigetti. Questi rigetti erano in grado di migliorare l'aerazione, il drenaggio e la capacità di ritenzione idrica del terreno.

## Estinzione

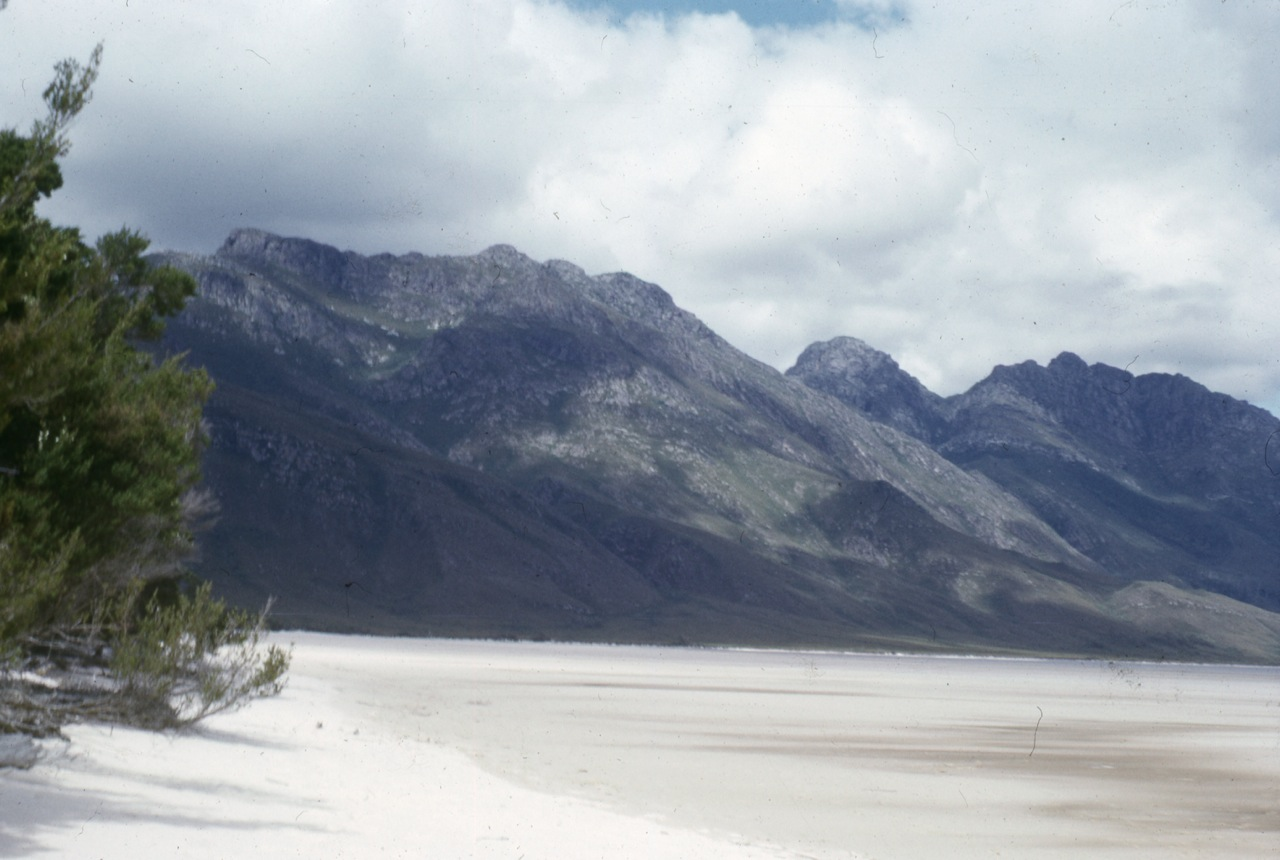
Il Lago Pedder nel marzo 1966

Nel 1972, il preesistente lago è stato inglobato in un bacino più ampio, formato dall'accumulo di acqua tramite delle dighe artificiali, in seguito ad un progetto di potenziamento della vicina centrale idroelettrica. Il governo della Tasmania ha quindi assegnato al nuovo bacino il nome del preesistente lago.
H. pedderensis è conosciuto solo per via di un campione raccolto da una spiaggia del Lago Pedder nel 1971. Una ricerca del 1996 non ne ha trovato più tracce e la specie è presumibilmente estinta.
Questo evento ha avuto un grave impatto sulla conservazione di due altre specie:
- Romankenkius pedderensis, un verme piatto carnivoro[2] di cui sono però sono stati rinvenuti esemplari nel 2012[3].
- Galaxias pedderensis, un pesce di piccole dimensioni, in seguito alla costruzione delle dighe la specie si è spinta nei vicini Lago Gordon e Fiume Wedge, con il tempo è divenuto sempre più raro, nel 2005 è stato considerato estinto in natura [4].